# Iris psammocola
Iris psammocola là một loài thực vật có hoa trong họ Diên vĩ. Loài này được Y.T.Zhao miêu tả khoa học đầu tiên năm 1992.